# Afrotyphlopinae
Afrotyphlopinae – podrodzina węży z rodziny ślepuchowatych (Typhlopidae).

## Zasięg występowania
Podrodzina obejmuje gatunki występujące w Afryce, na Bliskim Wschodzie i w Indiach. 

## Podział systematyczny
Do podrodziny należą następujące rodzaje:
- Afrotyphlops
- Grypotyphlops – jedynym przedstawicielem jest Grypotyphlops acutus
- Letheobia
- Rhinotyphlops